# Offenbacher Fußball-Club Kickers 1901 1962-1963
Questa voce raccoglie le informazioni riguardanti l'Offenbacher Fußball-Club Kickers 1901 nelle competizioni ufficiali della stagione 1962-1963.

## Stagione
Nella stagione 1962-1963 il Kickers Offenbach, allenato da Hans Merkle, concluse il campionato di Oberliga sud al 7º posto.

## Rosa
| N. |                     | Ruolo | Calciatore                 |
| -- | ------------------- | ----- | -------------------------- |
|    | Germania (bandiera) | P     | Othmar Groh                |
|    | Germania (bandiera) | P     | Dieter Weber               |
|    | Germania (bandiera) | D     | Hans-Jürgen Oehlenschläger |
|    | Germania (bandiera) | D     | Klaus Schäfer              |
|    | Germania (bandiera) | D     | Alfred Schultheis          |
|    | Germania (bandiera) | D     | Karl Heinz Strauch         |
|    | Germania (bandiera) | D     | Karl Waldmann              |
|    | Germania (bandiera) | C     | Hans-Peter Adler           |
|    | Germania (bandiera) | C     | Manfred Benz               |
|    | Germania (bandiera) | C     | Manfred Erber              |
|    | Germania (bandiera) | C     | Joachim Fronia             |
|    | Germania (bandiera) | C     | Werner Gottas              |

| N. |                     | Ruolo | Calciatore       |
| -- | ------------------- | ----- | ---------------- |
|    | Germania (bandiera) | C     | Gerhard Kaufhold |
|    | Germania (bandiera) | C     | Hermann Nuber    |
|    | Germania (bandiera) | C     | Helmut Sattler   |
|    | Germania (bandiera) | C     | Arno Striebeck   |
|    | Germania (bandiera) | C     | Ernst Wade       |
|    | Germania (bandiera) | A     | Reiner Bock      |
|    | Germania (bandiera) | A     | Siegfried Gast   |
|    | Germania (bandiera) | A     | Helmut Kleinböhl |
|    | Germania (bandiera) | A     | Berti Kraus      |
|    | Germania (bandiera) | A     | Oskar Lotz       |
|    | Germania (bandiera) | A     | Gerhard Süß      |

## Organigramma societario
Area tecnica
- Allenatore: Hans Merkle
- Allenatore in seconda:
- Preparatore dei portieri:
- Preparatori atletici:
- Analisi video:

## Calciomercato

### Sessione estiva
| Acquisti | Acquisti      | Acquisti           | Acquisti |
| R.       | Nome          | da                 | Modalità |
| -------- | ------------- | ------------------ | -------- |
| D        | Klaus Schäfer | Fortuna Düsseldorf |          |
| A        | Gerhard Süß   | Schwarz-Weiß Essen |          |

| Cessioni | Cessioni      | Cessioni                | Cessioni |
| R.       | Nome          | a                       | Modalità |
| -------- | ------------- | ----------------------- | -------- |
| C        | Vladimir Čonč | Eintracht Bad Kreuznach |          |
| A        | Dieter Praxl  | Ulma                    |          |
| A        | Hans Weber    | Darmstadt               |          |

## Risultati

### Oberliga sud

#### Girone di andata
| Arbitro: | Ott |

|               |           |  |
| Gast 72’, 80’ | Marcatori |  |

| Arbitro: | Vogel |

|                                                                      |           |           |
| Haseneder 6’, 87’ Flachenecker 9’ (rig.), 11’ Dachlauer 26’ Wild 65’ | Marcatori | 37’ Kraus |

| Arbitro: | Eisemann |

|                               |           |           |
| Süß 38’ Kaufhold 60’ Lotz 88’ | Marcatori | 24’ Greim |

| Arbitro: | Hubbuch |

|                                     |           |                      |
| Brunnenmeier 38’ Stemmer 65’ (rig.) | Marcatori | 53’ Süß 87’ Kaufhold |

| Arbitro: | Jacobi |

|                                |           |           |
| Lotz 60’ Kraus 85’, 89’ (rig.) | Marcatori | 62’ Ruoff |

| Arbitro: | Tschenscher |

|                                                |           |  |
| Stein 15’ Stinka 32’ Schämer 46’, 60’ Solz 62’ | Marcatori |  |

| Arbitro: | Seiler |

|                   |           |  |
| Süß 25’ Nuber 30’ | Marcatori |  |

| Arbitro: | Fischer |

|                                 |           |                        |
| Schmitt 22’ Veit 84’ Arnold 89’ | Marcatori | 80’ Nuber 90’ Kaufhold |

| Arbitro: | Spinnler |

|                    |           |                              |
| Nuber 35’ Gast 36’ | Marcatori | 38’ Ohlhauser 54’ Brenninger |

| Arbitro: | Betz |

|                                        |           |           |
| Oehlenschläger 13’ (aut.) Zipperer 50’ | Marcatori | 75’ Nuber |

| Arbitro: | Ott |

|                                                   |           |                            |
| Kraus 1’, 50’ (rig.), 85’ Striebeck 11’ Nuber 42’ | Marcatori | 24’ Remus 26’, 87’ Lechner |

| Arbitro: | Heumann |

|           |           |          |
| Kröner 4’ | Marcatori | 40’ Gast |

| Arbitro: | Jedele |

|                                      |           |  |
| Kaufhold 32’ Kraus 48’, 51’ Lotz 64’ | Marcatori |  |

| Arbitro: | Handwerker |

|            |           |                                   |
| Maurus 77’ | Marcatori | 28’ Gast 60’ Kraus 62’, 89’ Adler |

| Arbitro: | Fischer |

|               |           |          |
| Lotz 75’, 85’ | Marcatori | 59’ Wild |

#### Girone di ritorno
| Arbitro: | Fritz |

|             |           |         |
| Grübert 70’ | Marcatori | 6’ Lotz |

| Arbitro: | Jacobi |

|          |           |                                   |
| Gast 58’ | Marcatori | 23’ Strehl 36’ Wild 48’ Haseneder |

| Arbitro: | Schmid |

|           |           |  |
| Greim 13’ | Marcatori |  |

| Arbitro: | Ommerborn |

|          |           |             |
| Erber 7’ | Marcatori | 80’ Kohlars |

| Arbitro: | Betz |

|           |           |         |
| Ruoff 62’ | Marcatori | 36’ Süß |

| Arbitro: | Kandlbinder |

|           |           |                |
| Nuber 35’ | Marcatori | 78’ Eigenbrodt |

| Fürth 9 febbraio 1963 22ª giornata | Fürth      | 0 – 0 referto | Kickers Offenbach | Sportpark Ronhof (4 500 spett.)\| Arbitro: \| Handwerker \| |
| Arbitro:                           | Handwerker |               |                   |                                                             |

| Arbitro: | Fischer |

|                   |           |                 |
| Kraus 7’ Gast 15’ | Marcatori | 21’, 33’ Arnold |

| Arbitro: | Treiber |

|  |           |          |
|  | Marcatori | 14’ Benz |

| Arbitro: | Riegg |

|              |           |            |
| Kaufhold 82’ | Marcatori | 33’ Höller |

| Arbitro: | Hubbuch |

|                                   |           |              |
| Remus 36’ Schmaus 66’ Lechner 79’ | Marcatori | 65’ Waldmann |

| Arbitro: | Meißner |

|                    |           |  |
| Nuber 32’ Gast 76’ | Marcatori |  |

| Arbitro: | Mathieu |

|                                         |           |                    |
| Huttary 10’ Simon 64’ (rig.) Kuster 87’ | Marcatori | 71’ Gast 77’ Adler |

| Arbitro: | Neumeier |

|                                                                      |           |              |
| Kaufhold 10’ Nuber 30’, 33’, 70’, 88’ Gast 50’, 65’ (rig.) Kraus 77’ | Marcatori | 44’ Fröhlich |

| Arbitro: | Kandlbinder |

|                                |           |           |
| Geisert 20’ Wild 22’ Thimm 75’ | Marcatori | 71’ Nuber |

## Statistiche

### Statistiche di squadra
| Competizione | Punti | In casa | In casa | In casa | In casa | In casa | In casa | In trasferta | In trasferta | In trasferta | In trasferta | In trasferta | In trasferta | Totale | Totale | Totale | Totale | Totale | Totale | DR |
| Competizione | Punti | G       | V       | N       | P       | Gf      | Gs      | G            | V            | N            | P            | Gf           | Gs           | G      | V      | N      | P      | Gf     | Gs     | DR |
| ------------ | ----- | ------- | ------- | ------- | ------- | ------- | ------- | ------------ | ------------ | ------------ | ------------ | ------------ | ------------ | ------ | ------ | ------ | ------ | ------ | ------ | -- |
| Oberliga sud | 32    | 15      | 9       | 5       | 1       | 39      | 17      | 15           | 2            | 5            | 8            | 18           | 32           | 30     | 11     | 10     | 9      | 57     | 49     | +8 |
| Totale       | 32    | 15      | 9       | 5       | 1       | 39      | 17      | 15           | 2            | 5            | 8            | 18           | 32           | 30     | 11     | 10     | 9      | 57     | 49     | +8 |

### Andamento in campionato
| Giornata  | 1 | 2  | 3 | 4 | 5 | 6 | 7 | 8 | 9 | 10 | 11 | 12 | 13 | 14 | 15 | 16 | 17 | 18 | 19 | 20 | 21 | 22 | 23 | 24 | 25 | 26 | 27 | 28 | 29 | 30 |
| --------- | - | -- | - | - | - | - | - | - | - | -- | -- | -- | -- | -- | -- | -- | -- | -- | -- | -- | -- | -- | -- | -- | -- | -- | -- | -- | -- | -- |
| Luogo     | C | T  | C | T | C | T | C | T | C | T  | C  | T  | C  | T  | C  | T  | C  | T  | C  | T  | C  | T  | C  | T  | C  | T  | C  | T  | C  | T  |
| Risultato | V | P  | V | N | V | P | V | P | N | P  | V  | N  | V  | V  | V  | N  | P  | P  | N  | N  | N  | N  | N  | V  | N  | P  | V  | P  | V  | P  |
| Posizione | 3 | 10 | 7 | 5 | 4 | 6 | 5 | 6 | 8 | 10 | 7  | 7  | 5  | 5  | 5  | 5  | 5  | 5  | 5  | 6  | 6  | 6  | 6  | 6  | 6  | 6  | 5  | 6  | 5  | 7  |

Legenda:

Luogo: C = Casa; T = Trasferta. Risultato: V = Vittoria; N = Pareggio; P = Sconfitta.

### Statistiche dei giocatori
| H. Adler          | 12 | 3  | 0 | 0 |
| M. Benz           | 10 | 1  | 0 | 0 |
| R. Bock           | 1  | 0  | 0 | 0 |
| M. Erber          | 30 | 1  | 0 | 0 |
| J. Fronia         | 2  | 0  | 0 | 0 |
| S. Gast           | 26 | 11 | 0 | 0 |
| W. Gottas         | 2  | 0  | 0 | 0 |
| O. Groh           | 18 | 0  | 0 | 0 |
| G. Kaufhold       | 26 | 6  | 0 | 0 |
| H. Kleinböhl      | 5  | 0  | 0 | 0 |
| B. Kraus          | 29 | 11 | 0 | 0 |
| O. Lotz           | 23 | 6  | 0 | 0 |
| H. Nuber          | 29 | 12 | 0 | 0 |
| H. Oehlenschläger | 2  | 0  | 0 | 0 |
| H. Sattler        | 24 | 0  | 0 | 0 |
| A. Schultheis     | 30 | 0  | 0 | 0 |
| K. Schäfer        | 5  | 0  | 0 | 0 |
| K. Strauch        | 4  | 0  | 0 | 0 |
| A. Striebeck      | 3  | 1  | 0 | 0 |
| G. Süß            | 11 | 4  | 0 | 0 |
| E. Wade           | 19 | 0  | 0 | 0 |
| K. Waldmann       | 7  | 1  | 0 | 0 |
| D. Weber          | 12 | 0  | 0 | 0 |